# Sociedade Econométrica
Na disciplina científica da economia, a Sociedade Econométrica é uma sociedade científica devotada ao avanço da economia pela aplicação de métodos matemáticos e estatísticos. Este artigo é uma lista de seus presidentes.